# C. Eric Lincoln
Charles Eric Lincoln (* 23. Juni 1924 in Athens, Alabama; † 14. Mai 2000 in Durham, North Carolina) war ein US-amerikanischer Soziologe und Theologe an der Duke University. Neben Schriften zur Situation und zur Religiosität der Schwarzen in Amerika veröffentlichte er auch einen Roman und einen Gedichtband. Er galt als wichtige Figur in der Rassismus-Forschung in den Vereinigten Staaten.

## Leben
Lincoln wuchs bei den Eltern seiner Mutter auf. Er belegte Kurse an der University of Chicago und wurde 1943 in die United States Navy einberufen. 1947 erwarb er am Le Moyne-Owen College in Memphis, Tennessee, einen Bachelor in Philosophie und Soziologie, 1954 an der Fisk University einen Master in Philosophie, 1956 an der Chicago Divinity School der University of Chicago einen Bachelor of Divinity.
1958 wurde Lincoln als Pastor der United Methodist Church ordiniert und 1960 erwarb er an der Boston University einen Ph.D. in Soziologie und Sozialethik, während er bereits am Clark College in Atlanta, Georgia, eine erste Professur innehatte. Weitere akademische Stationen waren die Boston University, das Portland State College (heute University of Portland) und das Union Theological Seminary.
1970 wurde Lincoln Gründungspräsident der Black Academy of Letters. 1973 erhielt er eine Professur für Religion und Soziologie an der Fisk University, 1976 wechselte er als Professor für Religion und Kultur an die Duke University. 1993 ging er in den Ruhestand.
1971 wurde Lincoln in die American Academy of Arts and Sciences gewählt. Für seinen Roman The Avenue, Clayton City erhielt er 1988 den Lillian Smith Award for Best Southern Fiction.
Lincoln war zweimal verheiratet. Beiden Ehen entstammen jeweils zwei Kinder. Er unterhielt Freundschaften zu Martin Luther King, Malcolm X und Alex Haley.

## Schriften (Auswahl)
- The Black Muslims in America, 1961
- My Face is Black, 1964
- Martin Luther King Jr.: A Profile,  1969
- The Black Church Since Frazier, 1974
- Race, Religion and the Continuing American Dilemma, 1984
- The Avenue, Clayton City, Roman, 1988
- mit Lawrence Mamiya: The Black Church in the African American Experience, 1990
- This Road Since Freedom: Collected Poems, Gedichte, 1990
- Coming Through the Fire: Surviving Race and Place in America, 1996